# Olivet (Dakota du Sud)
Pour les articles homonymes, voir Olivet.
La ville d’Olivet est le siège du comté de Hutchinson, dans le Dakota du Sud, aux États-Unis. Selon le recensement de 2010, sa population est de 74 habitants. La municipalité s'étend sur 0,15 milles carrés (0,39 km2).

## Histoire
La localité est fondée en octobre 1873 par deux hommes originaires d'Olivet, dans le Michigan.

## Démographie
| 1890 | 1900 | 1910 | 1920 | 1930 | 1940 |
| ---- | ---- | ---- | ---- | ---- | ---- |
| 105  | 156  | 133  | 200  | 184  | 242  |

| 1950 | 1960 | 1970 | 1980 | 1990 | 2000 |
| ---- | ---- | ---- | ---- | ---- | ---- |
| 202  | 135  | 103  | 96   | 74   | 70   |

| 2010 | - | - | - | - | - |
| ---- | - | - | - | - | - |
| 74   | - | - | - | - | - |